# Xysticus bengalensis
Xysticus bengalensis is een spinnensoort uit de familie van de krabspinnen (Thomisidae).
De wetenschappelijke naam van de soort werd in 1974 gepubliceerd door Benoy Krishna Tikader & Bijan Kumar Biswas.